# Глобус
Глобус (лат. globus — „лопта”) је умањени лоптасти приказ Земље, планета или небеске сфере са уцртаним картографским приказом дате површине. Однос и геометријска подударност са стварним приказима је најсличнија од свих могућих интерпретација (мапа и др). Према типу глобуси се могу поделити на географске и астрономске. У настави географије, сферни приказ Земље је један од основних учила.
Глобус приказује детаље своје теме. Земаљски глобус приказује копнене масе и водена тела. Он може да прикаже нације и веће градове и мрежу линија географске ширине и дужине. Неки имају подигнути рељеф да би приказали планине и друге велике рељефне облике. Небески глобус приказује значајне звезде, а може да приказује и положаје других истакнутих астрономских објеката. Обично ће такође поделити небеску сферу на сазвежђа.

## Земаљски и планетарни
Равне карте се креирају коришћењем пројекције карте која неизбежно уноси све већу количину изобличења што је већа површина коју мапа приказује. Глобус је једини приказ Земље који не искривљује ни облик ни величину великих обележја – копнених маса, водених површина итд.
Обим Земље је прилично близу 40 милиона метара. Многи глобуси су направљени са обимом од једног метра, тако да су модели Земље у размери 1:40 милиона. У империјалним јединицама, многи глобуси се праве са пречником од једне стопе (око 30 cm), што даје обим од 3,14 стопа (око 96 cm) и размеру од 1:42 милиона. Глобуси се такође праве у многим другим величинама.
Неки глобуси имају површинску текстуру која показује топографију или батиметрију. У њима су узвишења и депресије намерно преувеличане, јер би иначе биле једва видљиве. На пример, један произвођач производи тродимензионални издигнути рељефни глобус пречника 25 in (64 cm) (еквивалентно обиму од 200 cm, или приближно скале од 1:20 милиона) који приказује највише планине преко 1 in (2,5 cm), што је око 57 пута више од тачне скале Монт Евереста.

## Историја
Први глобуси појавили су се још у старом веку, одмах по сазнању да је Земља округла. Првим творцем сматра се Кратес са острва Малос, који је у II веку пре нове ере израдио сферни модел планете. Клаудије Птолемеј је у свом делу „Географија“, дао упутства за израду глобуса. Током XIII века у арапском свету је направљеном неколико модела Земље, само два у сачувана до данас. Мартин Бехајм је 1492. године конструисао први глобус у средњем веку, и то пре открића Новог света.

## Особине
Пресликавање Земљине површине на глобус врши се по правилима централне пројекције. Наиме, замисле се две идентичне лопте са заједничким центром, од којих је Земља већа, а узета сфера мања. Затим, се тачке пројектују замишљеним зрацима који се састају у заједничком средишту. Тиме се пројекције површина са Земље налазе на глобусу у тачкама пресецања. Размер глобуса је једнак у свакој тачки. Углови са модела су једнаки истоветним на Земљиној лопти, па се то назива конформност. Такође и однос површина је у размери.
Главна својства сваког глобуса су: очување сличности фигуре, конформност углова и еквивалентност површина и линија. На основу ових показатеља глобус је највернији и најприближнији приказ Земљине лопте.
На лопту малог пречника повлаче се географске координате (упоредници и подневци), осовине које повезују северни и јужни пол нагну су за 23 степена и 27 минута и унесе се географски садржај. Израђују се модели који имају приближан облик Земље да би се избегле све деформације. На њему не постоје деформације дужина у било ком правцу, као ни углова без обзира на правац пружања кракова. Због свега тога глобус је веран приказ Земљине површине.

### Размер глобуса
Размера је по правилу мала. Најчешће се израђују са пречником од 50 до 60cm. То је у ствари размера од 1:25 000 000 до 1:21 000 000. На тој размери разлика између Земљиних полуоса не прелази дужину од 1 mm. То је занемарљива разлика што омогућава да се глобуси израђују као лопте, а не као елипсоиди. На међународној изложби у Паризу 1889. године изложен је модел пречника 12,5 m и тежак око десет тона у размери 1:1.000.000. Један од најмањих глобуса потиче из 1507. године и познат је као Јагеловски глобус из Кракова. Његов пречник је 7,3 cm.

## Подела
Глобуси се могу поделити на више типова.
- географске (општи, тематски и индукциони)
- астрономске (звездани, планетарни и месечеви)

## Галерија
- Небески глобус
- Глобуси
- Бехајмов глобус
- Реплика старог француског глобуса